# 多疣鳳尾蘚
多疣鳳尾蘚（学名：Fissidens hollianus）为鳳尾蘚科鳳尾蘚屬下的一个种。

## 扩展阅读
- 維基物種上的相關：多疣鳳尾蘚